# Andries van Hoogenhuysen
Andries van Hoogenhuysen (Rotterdam, 1628 - Amsterdam, 9 oktober 1707) was een Nederlands boekdrukker, uitgever en boekverkoper in de 17e eeuw. Variaties op de naam zijn: Andreas de Hoogenhuyse, Andries van Hoogenhuyse, Andreas ab Hoogenhuysen, Andries van Hogenhuyse(n), Andreas Hoogerhuysen.

## Leven en werk
Andries van Hoogenhuysen bezat drukkerijen in verschillende plaatsen: Rotterdam 1654-1656, Nijmegen 1657-1665, Wesel (Duitsland) 1667-1676, en Amsterdam 1682-1699.
De drukkerijen en boekenzaken van Andries van Hoogenhuysen waren in Rotterdam op de Beurs en in Nijmegen op de Marckt. 
Van Hoogenhuysen trouwde tweemaal, eerst in Rotterdam in 1653 met Cornelia van Colsteren en hierna met de Haagse Amerentia Daket. 
Uit het eerste huwelijk werden onder andere drie zoons geboren; David (1660), Abraham en Cornelis van Hoogenhuysen (1664) die ook allen boekdrukker werden.
Door de jaren heen hebben de Van Hoogenhuysens talloze werken gedrukt in het Nederlands, Duits, Frans en Latijn die door heel Europa nog steeds aanwezig zijn. Veel gedrukte werken van de Van Hoogenhuysens zijn ter inzage bij de Koninklijke Bibliotheek te Den Haag.

## De verwantschap met diverse boekdrukkersfamilies
Andries was een zoon van David van Hoogenhuysen, rector van de Latijnsche scholen te Rotterdam, Enkhuizen en Utrecht, naderhand boekhandelaar te Rotterdam, en Marguerite van Waesberghe. In deze tijd trouwden veel boekdrukkersfamilies met elkaar: Marguerite van Waesberghe was een dochter van de bekende boekdrukker Jan II van Waesberghe en haar zuster Catharina van Waesberghe was getrouwd met Abraham Elsevier. De uitgeverij van Abraham Elsevier was toentertijd de grootste ter wereld, met filialen in verschillende Europese steden.
De Van Hoogenhuysens waren ook verwant aan Johannes Janssonius (1588-1664), Nederlandse cartograaf, drukker en uitgever.

## De samenwerking tussen de Van Hoogenhuysens en Johann Georg Gichtel
In de kringen van drukkers en vertalers vormde zich een aantal aanhangers van de filosofieën van Jakob Böhme. Een van zijn aanhangers was Johann Georg Gichtel. Gichtel engageerde Andries en zijn zoon David van Hoogenhuysen om enkele van Böhmes werken te drukken. In 1682 drukten de van Hoogenhuysens voor hem "Alle Theologische Schriften".

## Boeken gedrukt door Andries van Hoogenhuysen
- Les Decades de Tite-Live : Avec les supplemens de J. Freinshemius ; Nouvellement augmentées d'un Abregé Chronologique. Tome premier - Tome huitiéme. Histoire romaine, Johann Freinsheim, Pierre Du Ryer - 1700
- Diversitez curieuses pour servir de récréation à l'esprit. Suivant la copie de Paris, 10 parties en 5 vol. Bordelon, Laurent- ID. - Diversitez curieuses en plusieurs lettres, augmentées d'une lettre pour servir de response aux sieurs Gacon & de L'Homme. Suivant la copie de Paris, 2 vol. - 1699
- Abrégé nouveau de l’histoire générale des Turcs. :Où sont décrits les événemens et les révolutions arrivées dans cette vaste monarchie, depuis son établissement jusqu’à présent. Avec les portr. des empereurs ottomans tirez sur les meilleurs originaux, Claude Vanel - 1697
- Les negotiations de monsieur le president Jeannin, Pierre Jeannin - 1695
- Les exilez de la cour d’Auguste : 6 part / De Villedieu - 1695
- Louis de Pontis:  Mémoires du Sieur de Pontis, officier des armées du roy: contenant plusieurs circonstances des guerres & du gouvernement, sous les rêgnes des roys Henry IV., Louys XIII., & Louys XIV.  2  vols. - 1694
- Henri, duc de Rohan: Vertitable discours de ce qui s'est passe en l'assemblee politique des Eglises reformees de France, tenue a Saumur, par la permission du roy, l'an 1612; servant de supplement aux Memoires du duc de Rohan - 1693
- Mémoires du maréchal François de Bassompierre, contenant l'histoire de sa vie et de ce qui s'est fait de plus  remarquable à la cour de France pendant quelques années, Par François de Bassompierre - 1692
- Les oeuvres de Tacite, de la traduction de N. Perrot, sieur d’Ablancourt, Tacticus, Nicolas Perrot - 1691
- Entretien de Charlequint et de François Premier - 1690
- Portrait de l’auteur des Amitiez, amours et amourettes, René Le Pays - 1689
- Encyclopædia, medicinæ theoretico-practicæ, Johannes Dolaeus - 1689
- Geloofsbelydenis, in een talrijke 't samenkomste..., Joh.Ad. Hof - 1688
- Histoire abrégée des martirs francois du tems de la Réformation ; avec les réflexions et les raisons nécessaires pour montrer pourquoi et en quoi les persécutés de ce temps doivent imiter leur exemple par Gabriel d'Artis. Histoire abrégée des martyrs français du temps de la réformation, Par Gabriel Artis - 1684
- Viertzig Fragen von der Seelen Urstand, Essentz, Wesen, Natur und Eigenschafft ... verfasset von Balthasar Walter und beantwortet durch Jacob Böhme. Darbey am Ende beygefüget ist das umgewandte Auge von der Seelen und ihrer Bildnüss - 1682
- Des Gottseeligen hocherleuchteten Jacob Böhmens ... Alle theosophische Wercken. : Darinnen alle tieffe Geheimnüsse Gottes, der ewigen und zeitlichen Natur und Creatur samt dem wahren Grunde Christlicher Religion und der Gottseeligkeit, nach dem apostolischen Gezeugnüß offenbahret werden, Jakob Böhme, Johann Georg Gichtel, Abraham von Franckenberg - 1682
- De signatura rerum, das ist: von der Gebuhrt und Bezeichnung aller Wesen : wie alle Wesen aus einem einigen Mysterio urständen, und wie sich dasselbe Mysterium von Ewigkeit immer in sich selber erbähre, und wie das Gute ins Böse, und das Böse ins Gute verwandelt werde : item: wie die äussere Cur des Leibes durch seine Gleichheit müsse geführet werden, was jedes Dinges Anfang auch Zerbrechung und Heilung sey : darbey, Gleichnüssweise, der Stein der Weisen, zur zeitlichen Cur mit dem Eckstein der Weissheit Christo, zur ewigen Cur der neuen Wieder-gebuhrt eingeführet wird : eine sehr tiefe Pforte der ewigen und auch anfänglichen äusserlichen Natur und ihrer Gestaltnüssen / beschrieben durch Jacob Böhme, sonst genannt Teutonicus Philosophus, Jakob Böhme, Johann Georg Gichtel - 1682
- Von Christi Testamenten zwey Büchlein : das Erste von der H. Tauffe, wie dieselbe im Grunde zu verstehen, und warum ein Christ sol getauffet werden? : das Zweyte von dem H. Abendmahl des Hern Christi, was das sey, nütze und würcke, und wie dasselbe würdig genossen werde? : wie dieselben, beydes nach dem Alten und Neuen Testament, müssen verstanden werden / aus wahrem theosophischen Grunde durch die drey Principia göttlicher Offenbahrung ausgeführet und den Kindern Gottes zu verständlicher Unterweisung vorgestellet, durch Jacob Böhme ; von Alt Seidenburg, 1623, Jakob Böhme, Johann Georg Gichtel - 1682
- Von der Genaden-Wahl, oder dem Willen Gottes über die Menschen : Das ist: Eine kurtze Erklährung und Einführung des höchsten Grundes, wie der Mensch zu Göttlicher Erkäntnüss gelangen möge : auch wie die Sprüche heiliger Schrifft zu verstehen seynd, welche vom gefallenen verderbten Adam, und dan von der neuen Wiedergebuhrt aus Christo handeln / Geschrieben nach göttlicher Erleuchtung durch Jacob Böhme ; sonsten Theutonicus Philosophus genannt, Jakob Böhme, Johann Georg Gichtel - 1682
- De criminibus ad Lib. XLVII et XLVIII Dig. commentarius Matthaeus, Antonius - 1679
- Titulus Sanctæ Crucis; sev Histoira et mysterium tituli Sanctæ Crucis Domini nostri Iesus Christi libri duo, Honoré Nicquet - 1675
- F. Corneli Curti Augustiniani De clavis dominicis liber. Curæ secundæ, Cornelis de Corte - 1675
- De cruce Christi hypomnemata IV / Thomas Bartholinus Casp. F, Thomas Bartholin - 1675
- Justi Lipsi De crvce libri tres : ad sacram profanamque historiam utiles. Unà cum notis, Justus Lipsius - 1675
- Justi Lipsii V.C. Opera omnia : postremum ab ipso aucta et recensita, Justus Lipsius - 1675
- Les Amours des Grands Homme, Par M. de Villedieu - 1673
- Discours sur la castramétation et discipline militaire des Romains, escript par Guillaume Du Choul,... Des Bains et antiques exercitations grecques et romaines. De la Religion des anciens Romains, Guillaume Du Choul - 1672
- De criminibus ad lib. XLVII et XLVIII Dig. commentarius Antonii Matthaei ; Adjecta est brevis et succincta juris municipalis interpretatio, cum indice triplici, titulorum, rerum et verborum, nec non legum, qua strictus qua fusius explicatarum, Antonius Mattheus - 1672
- Justi Lipsii Monita et exempla politica. Libri duo qui virtutes et vitia principum spectant, Justus Lipsius - 1671
- Veteres de re militari scriptores quotquot extant, nunc primâ vice in unum redacti corpus : I. Flavii Vegetii Renati, Institutorum rei militaris libri V.; II. Sexti Julii Frontini, Strategematum & strategeticôn libri IV.; III. Claudius Ælianus, De instruendis aciebus; IV. Modestvs, De vocabulis rei militaris; V. Polybivs, De militia & castrametatione Romanorum; VI. Ænaæ, Poliorceticus, seu de toleranda obsidione; VII. Incerti auctoris, De re militari opusculum, quod M. Tvllio Ciceroni vulgò inscribitur ; accedunt I. Godescalci Stewechii, ... In Fl. Vegetium commentarius; II. ejusdem conjectanea, Francisci Modii Notæ in Sex. Jul. Frontinum; III. Petri Scriverii In Fl. Vegetium & Sex. Jul. Frontinum animadversiones Vegetius Renatus, Flavius - 1670
- Commentarius ad Flavii Vegetii Renati libros de re militari. Add. Modius (François). Loca aliquot in Sexto Julio Frontino notata : Scriverius (Petrus Schrijver, dit Petrus). Correctionum militarium liber. Correctionum militarium liber, sive Animadversiones in Vegetiam de re militari. Loca aliquot in Sexto Julio Frontino notata, Godescalc Steewech, Petrus Scriverius en Franciscus Modius -  1670
- Vincentii Contareni De frumentaria Romanorum largitione liber : in quo ea praecipuè, quae sunt à Justo Lipsio cum in electis, tum in admirandis de eadem prodita, examinantur. Ejusdem De militari Romanorum stipendio commentarius, Vincenzio Contarini - 1669
- Vesalia obsequens sive inauguratio Friderici Guilielmi marchionis Brandenburgensis, ... panegyrico palam dicto descripta, et rerum cum exterarum, tum Cliviacarum, qua antiquitus, qua noviter gestarum commentario, ab eodem autore,  illustrata Sellius,   Joh. Nic. - 1669
- Vesalia; sive, Civitatis vesaliensis descriptio Ewich, Hermann - 1668
- Les lettres de Mr. de Voitvre Voiture, de - 1668
- De Munsterssen oorlogh, ofte klaer ende kort vertoogh ende reden van't gheene tegens de Vereenighde Nederlanden sedert den 14. september 1665. tot den 19 aprilis 1666. door de wapenen begonnen heeft, Christof Bernt. van Galen. / By J.G, geschreven door Jan Hendrik Glazemaker - 1667
- Meletemata philosophica in quibus pleraeque res metaphysicae ventilantur, tota ethica kataskeuastikōs kai anaskeuastikōs explicatur, universa physica per theoremata et commentarios exponitur, summa rerum logicarum per disputationes traditur, Adrianus Heereboord - 1665
- Tractatus de legibus abrogatis et inusitatis in Hollandia vicinisque regionibus / auctore Simone à Groenewegen vander Made, Simon Groenewegen van der Made - 1664
- Adenographia, sive glandularum totius corporis descriptio / authore Thoma Whartono, Thomas Whartonus - 1664
- L. A. Florus cum integris Cl. Salmasii et variorum notis quas omnes multis in locis auxit Rutg. Hermannides ; accessit et L. Ampelius ex bibliotheca Cl. Salmasii, Florus L. Annius, Lucius Ampelius, Rutgerus Hermannides, Claudius Salmasius -  1662
- Exercitationes ad Pandectarum loca difficiliora Greve, Petrus de - 1660
- Historia nostri temporis, dat is: geschiedenis onses tĳts, / door Adolphus Brachelius ... : Beginnende met het jaer 1618, en vervolght tot het jaer 1654. Uyt de Latĳnsche in de Nederduytsche tael overgeset door L. v. B, Johann Adolph Brachelen Lambert van den Bos - 1659
- Synopsis politicæ doctrinæ Besoldus, Christophorus / Editio novissima, prioribus multò auctior - 1659
- Herstelde oudtheyt, ofte beschrĳvinge van Batavia, wesende een gedeelte van't Hertoghdom Gelre ende Graafschap Hollandt. / Door Mr. Johan van Someren - 1657
- Het tweede deel der Nederlandsche oorlogen : beginnende met het stadhouderschap van Alexander Farnesse de III, hertogh van Parma en Placense, van het 1578. tot het 1590. jaer / in het Latijn beschreven ... ; getrouwelijck uyt het Latijn vertaelt, en verciert met afbeeldingen der voornaemsten persoonen, Famiano Strada en Joost van den Vondel - 1655
- Vervolg en eynde van de Napelsche beroerte, of beknopt verhael hoe het selve volck, na veel tegenvveers, vveder onder de gehoorsaemheydt van Spanje geraeckt. Mitsgaders het oproer in den jare 1547 opgeresen onder Mas’ Aniello di Costa Sorrentino, Alessandro Giraffi en Lambert van den Bos - 1655
- De thien eerste boecken der Nederlandtsche oorloge, / in't Latijn beschreven door Famianus Strada. Verduytscht door Guilliam van Aelst. Op't nieuws nae 't Latijnsche oversien en verbetert; en verçiert met d'afbeeldinge der voornaemste personagien, Guillaume van Aelst en Framianus Strada - 1655
- Het eerste deel der Napelsche beroerte, met de wonderlicke op- en onder-gang van Mas’ Aniello. / Uyt het Italiaensch vertaelt door L.v.B, Alessandro Giraffi en Lambert van den Bos - 1655
- Vrienden-raedt, gegeven aen de besochte gemeynte van de Rĳp, by een merckelick oordeel Godts over haer gegaen, door middel van een verschrickelicke brandt...,Simon Simonides - 1655
- Guldene annotatien, vertoonende de heerlickste deughden, daden, leeringen ende sententien van de alderdoorluchtighste ende vermaertste mannen der werelt, Franciscus Heerman - 1654
- De wonderen van 't Oosten, ofte beschrĳving en oorlogs-daden van Oud- en Nieuw Oost-Indiën, vervolgt tot op deze tĳt, van de Sond vloed af : mitsgad. de reysen na het zelve, Arnoldus Montanus en Adam Olearius -  1654